# 24e Critics' Choice Awards
De uitreiking van de 24e Critics' Choice Awards vond plaats op 13 januari 2019 in de Barker Hangar, een voormalige vliegtuighangar op het vliegveld van Santa Monica in Californië. Er werden prijzen uitgereikt in verschillende categorieën voor films en series uit het jaar 2018 in een ceremonie die voor de eerste keer werd gepresenteerd door Taye Diggs. De genomineerden werden op 10 december 2018 bekendgemaakt.

## Film - winnaars en genomineerden
De winnaars staan bovenaan in vet lettertype.

### Beste film
- Roma
  - Black Panther
  - BlacKkKlansman
  - The Favourite
  - First Man
  - Green Book
  - If Beale Street Could Talk
  - Mary Poppins Returns
  - A Star Is Born
  - Vice

### Beste mannelijke hoofdrol
- Christian Bale - Vice
  - Bradley Cooper - A Star Is Born
  - Willem Dafoe - At Eternity's Gate
  - Ryan Gosling - First Man
  - Ethan Hawke - First Reformed
  - Rami Malek - Bohemian Rhapsody
  - Viggo Mortensen - Green Book

### Beste vrouwelijke hoofdrol
- Glenn Close - The Wife
- Lady Gaga - A Star Is Born
  - Yalitza Aparicio - Roma
  - Emily Blunt - Mary Poppins Returns
  - Toni Collette - Hereditary
  - Olivia Colman - The Favourite
  - Melissa McCarthy - Can You Ever Forgive Me?

### Beste mannelijke bijrol
- Mahershala Ali - Green Book
  - Timothée Chalamet - Beautiful Boy
  - Adam Driver - BlacKkKlansman
  - Sam Elliott - A Star Is Born
  - Richard E. Grant - Can You Ever Forgive Me?
  - Michael B. Jordan - Black Panther

### Beste vrouwelijke bijrol
- Regina King - If Beale Street Could Talk
  - Amy Adams - Vice
  - Claire Foy - First Man
  - Nicole Kidman - Boy Erased
  - Emma Stone - The Favourite
  - Rachel Weisz - The Favourite

### Beste jonge acteur / actrice
- Elsie Fisher - Eighth Grade
  - Thomasin McKenzie - Leave No Trace
  - Ed Oxenbould - Wildlife
  - Millicent Simmonds - A Quiet Place
  - Amandla Stenberg - The Hate U Give
  - Sunny Suljic - Mid90s

### Beste acteerensemble
- The Favourite
  - Black Panther
  - Crazy Rich Asians
  - Vice
  - Widows

### Beste regisseur
- Alfonso Cuarón - Roma
  - Damien Chazelle - First Man
  - Bradley Cooper - A Star Is Born
  - Peter Farrelly - Green Book
  - Yorgos Lanthimos - The Favourite
  - Spike Lee - BlacKkKlansman
  - Adam McKay - Vice

### Beste originele scenario
- Paul Schrader - First Reformed
  - Bo Burnham - Eighth Grade
  - Alfonso Cuarón - Roma
  - Deborah Davis en Tony McNamara - The Favourite
  - Adam McKay - Vice
  - Nick Vallelonga, Brian Hayes Currie en Peter Farrelly - Green Book
  - Bryan Woods, Scott Beck en John Krasinski - A Quiet Place

### Beste bewerkte scenario
- Barry Jenkins - If Beale Street Could Talk
  - Ryan Coogler en Joe Robert Cole - Black Panther
  - Nicole Holofcener en Jeff Whitty - Can You Ever Forgive Me?
  - Eric Roth, Bradley Cooper en Will Fetters - A Star Is Born
  - Josh Singer - First Man
  - Charlie Wachtel, David Rabinowitz, Kevin Willmott en Spike Lee - BlacKkKlansman

### Beste camerawerk
- Alfonso Cuarón - Roma
  - James Laxton - If Beale Street Could Talk
  - Matthew Libatique - A Star Is Born
  - Rachel Morrison - Black Panther
  - Robbie Ryan - The Favourite
  - Linus Sandgren - First Man

### Beste productieontwerp
- Hannah Beachler en Jay Hart - Black Panther
  - Eugenio Caballero en Barbara Enriquez - Roma
  - Nelson Coates en Andrew Baseman - Crazy Rich Asians
  - Fiona Crombie en Alice Felton - The Favourite
  - Nathan Crowley en Kathy Lucas - First Man
  - John Myhre en Gordon Sim - Mary Poppins Returns

### Beste montage
- Tom Cross - First Man
  - Jay Cassidy - A Star Is born
  - Hank Corwin - Vice
  - Alfonso Cuarón en Adam Gough - Roma
  - Yorgos Mavropsaridis - The Favourite
  - Joe Walker - Widows

### Beste kostuumontwerp
- Ruth Carter - Black Panther
  - Alexandra Byrne - Mary Queen of Scots
  - Julian Day - Bohemian Rhapsody
  - Sandy Powell - The Favourite
  - Sandy Powell - Mary Poppins Returns

### Beste grime en haarstijl
- Vice
  - Black Panther
  - Bohemian Rhapsody
  - The Favourite
  - Mary Queen of Scots
  - Suspiria

### Beste visuele effecten
- Black Panther
  - Avengers: Infinity War
  - First Man
  - Mary Poppins Returns
  - Mission: Impossible – Fallout
  - Ready Player One

### Beste animatiefilm
- Spider-Man: Into the Spider-Verse
  - The Grinch
  - Incredibles 2
  - Isle of Dogs
  - Mirai
  - Ralph Breaks the Internet

### Beste actiefilm
- Mission: Impossible – Fallout
  - Avengers: Infinity War
  - Black Panther
  - Deadpool 2
  - Ready Player One
  - Widows

### Beste komedie
- Crazy Rich Asians
  - Deadpool 2
  - The Death of Stalin
  - The Favourite
  - Game Night
  - Sorry to Bother You

### Beste acteur in een komedie
- Christian Bale - Vice
  - Jason Bateman - Game Night
  - Viggo Mortensen - Green Book
  - John C. Reilly - Stan & Ollie
  - Ryan Reynolds - Deadpool 2
  - Lakeith Stanfield - Sorry to Bother You

### Beste actrice in een komedie
- Olivia Colman - The Favourite
  - Emily Blunt - Mary Poppins Returns
  - Elsie Fisher - Eighth Grade
  - Rachel McAdams - Game Night
  - Charlize Theron - Tully
  - Constance Wu - Crazy Rich Asians

### Beste sciencefiction / horrorfilm
- A Quiet Place
  - Annihilation
  - Halloween
  - Hereditary
  - Suspiria

### Beste niet-Engelstalige film
- Roma
  - Burning
  - Capernaum
  - Cold War
  - Shoplifters

### Beste nummer
- "Shallow" - A Star Is Born
  - "All the Stars" - Black Panther
  - "Girl in the Movies" - Dumplin'
  - "I'll Fight" - RBG
  - "The Place Where Lost Things Go" - Mary Poppins Returns
  - "Trip a Little Light Fantastic" - Mary Poppins Returns

### Beste score
- Justin Hurwitz - First Man
  - Kris Bowers - Green Book
  - Nicholas Britell - If Beale Street Could Talk
  - Alexandre Desplat - Isle of Dogs
  - Ludwig Göransson - Black Panther
  - Marc Shaiman - Mary Poppins Returns

### Films met meerdere nominaties
De volgende films ontvingen meerdere nominaties:
| Nominaties | Film                          | Awards |
| ---------- | ----------------------------- | ------ |
| 14         | The Favourite                 | 2      |
| 12         | Black Panther                 | 3      |
| 10         | First Man                     | 2      |
| 9          | Mary Poppins Returns          |        |
| 9          | A Star Is Born                | 2      |
| 9          | Vice                          | 3      |
| 8          | Roma                          | 4      |
| 7          | Green Book                    | 1      |
| 5          | If Beale Street Could Talk    | 2      |
| 4          | BlacKkKlansman                |        |
| 4          | Crazy Rich Asians             | 1      |
| 3          | Bohemian Rhapsody             |        |
| 3          | Can You Ever Forgive Me?      |        |
| 3          | Deadpool 2                    |        |
| 3          | Eighth Grade                  | 1      |
| 3          | Game Night                    |        |
| 3          | A Quiet Place                 | 1      |
| 3          | Widows                        |        |
| 2          | Avengers: Infinity War        |        |
| 2          | First Reformed                | 1      |
| 2          | Hereditary                    |        |
| 2          | Isle of Dogs                  |        |
| 2          | Mary Queen of Scots           |        |
| 2          | Mission: Impossible – Fallout | 1      |
| 2          | Ready Player One              |        |
| 2          | Sorry to Bother You           |        |
| 2          | Suspiria                      |        |

## Televisie - winnaars en genomineerden
De winnaars staan bovenaan in vet lettertype.

### Beste dramaserie
- The Americans
  - Better Call Saul
  - The Good Fight
  - Homecoming
  - Killing Eve
  - My Brilliant Friend
  - Pose
  - Succession

### Beste mannelijke hoofdrol in een dramaserie
- Matthew Rhys - The Americans
  - Freddie Highmore - The Good Doctor
  - Diego Luna - Narcos: Mexico
  - Richard Madden - Bodyguard
  - Bob Odenkirk - Better Call Saul
  - Billy Porter - Pose
  - Milo Ventimiglia - This Is Us

### Beste vrouwelijke hoofdrol in een dramaserie
- Sandra Oh - Killing Eve
  - Jodie Comer - Killing Eve
  - Maggie Gyllenhaal - The Deuce
  - Elisabeth Moss - The Handmaid's Tale
  - Elizabeth Olsen - Sorry for Your Loss
  - Julia Roberts - Homecoming
  - Keri Russell - The Americans

### Beste mannelijke bijrol in een dramaserie
- Noah Emmerich - The Americans
  - Richard Cabral - Mayans M.C.
  - Asia Kate Dillon - Billions
  - Justin Hartley - This Is Us
  - Matthew Macfadyen - Succession
  - Richard Schiff - The Good Doctor
  - Shea Whigham - Homecoming

### Beste vrouwelijke bijrol in een dramaserie
- Thandie Newton - Westworld
  - Dina Shihabi - Jack Ryan
  - Julia Garner - Ozark
  - Rhea Seehorn - Better Call Saul
  - Yvonne Strahovski - The Handmaid's Tale
  - Holly Taylor - The Americans

### Beste komedieserie
- The Marvelous Mrs. Maisel
  - Atlanta
  - Barry
  - The Good Place
  - The Kominsky Method
  - The Middle
  - One Day at a Time
  - Schitt's Creek

### Beste mannelijke hoofdrol in een komedieserie
- Bill Hader - Barry
  - Hank Azaria - Brockmire
  - Ted Danson - The Good Place
  - Michael Douglas - The Kominsky Method
  - Donald Glover - Atlanta
  - Jim Parsons - The Big Bang Theory
  - Andy Samberg - Brooklyn Nine-Nine

### Beste vrouwelijke hoofdrol in een komedieserie
- Rachel Brosnahan - The Marvelous Mrs. Maisel
  - Rachel Bloom - Crazy Ex-Girlfriend
  - Allison Janney - Mom
  - Justina Machado - One Day at a Time
  - Debra Messing - Will & Grace
  - Issa Rae - Insecure

### Beste mannelijke bijrol in een komedieserie
- Henry Winkler - Barry
  - William Jackson Harper - The Good Place
  - Sean Hayes - Will & Grace
  - Brian Tyree Henry - Atlanta
  - Nico Santos - Superstore
  - Tony Shalhoub - The Marvelous Mrs. Maisel

### Beste vrouwelijke bijrol in een komedieserie
- Alex Borstein - The Marvelous Mrs. Maisel
  - Betty Gilpin - GLOW
  - Laurie Metcalf - The Conners
  - Rita Moreno - One Day at a Time
  - Zoe Perry - Young Sheldon
  - Annie Potts - Young Sheldon
  - Miriam Shor - Younger

### Beste miniserie
- The Assassination of Gianni Versace: American Crime Story
  - A Very English Scandal
  - American Vandal
  - Escape at Dannemora
  - Genius: Picasso
  - Sharp Objects

### Beste televisiefilm
- Jesus Christ Superstar Live in Concert
  - Icebox
  - King Lear
  - My Dinner with Hervé
  - Notes from the Field
  - The Tale

### Beste mannelijke hoofdrol in een miniserie of televisiefilm
- Darren Criss - The Assassination of Gianni Versace: American Crime Story
  - Antonio Banderas - Genius: Picasso
  - Paul Dano - Escape at Dannemora
  - Benicio del Toro - Escape at Dannemora
  - Hugh Grant - A Very English Scandal
  - John Legend - Jesus Christ Superstar Live in Concert

### Beste vrouwelijke hoofdrol in een miniserie of televisiefilm
- Amy Adams - Sharp Objects
- Patricia Arquette - Escape at Dannemora
  - Connie Britton - Dirty John
  - Carrie Coon - The Sinner
  - Laura Dern - The Tale
  - Anna Deavere Smith - Notes from the Field

### Beste mannelijke bijrol in een miniserie of televisiefilm
- Ben Whishaw - A Very English Scandal
  - Brandon Victor Dixon - Jesus Christ Superstar Live in Concert
  - Eric Lange - Escape at Dannemora
  - Alex Rich - Genius: Picasso
  - Peter Sarsgaard - The Looming Tower
  - Finn Wittrock - The Assassination of Gianni Versace: American Crime Story

### Beste vrouwelijke bijrol in een miniserie of televisiefilm
- Patricia Clarkson - Sharp Objects
  - Ellen Burstyn - The Tale
  - Penélope Cruz - The Assassination of Gianni Versace: American Crime Story
  - Julia Garner - Dirty John
  - Judith Light - The Assassination of Gianni Versace: American Crime Story
  - Elizabeth Perkins - Sharp Objects

### Beste animatieserie
- BoJack Horseman
  - Adventure Time
  - Archer
  - Bob's Burgers
  - The Simpsons
  - South Park

### Series met meerdere nominaties
De volgende series ontvingen meerdere nominaties:
| Nominaties | Serie                                                     | Awards |
| ---------- | --------------------------------------------------------- | ------ |
| 5          | The Americans                                             | 3      |
| 5          | The Assassination of Gianni Versace: American Crime Story | 2      |
| 5          | Escape at Dannemora                                       | 1      |
| 4          | The Marvelous Mrs. Maisel                                 | 3      |
| 4          | Sharp Objects                                             | 2      |
| 3          | Atlanta                                                   |        |
| 3          | Barry                                                     | 2      |
| 3          | Better Call Saul                                          |        |
| 3          | Genius: Picasso                                           |        |
| 3          | The Good Place                                            |        |
| 3          | Homecoming                                                |        |
| 3          | Jesus Christ Superstar Live in Concert                    | 1      |
| 3          | Killing Eve                                               | 1      |
| 3          | One Day at a Time                                         |        |
| 3          | The Tale                                                  |        |
| 3          | A Very English Scandal                                    | 1      |
| 2          | Dirty John                                                |        |
| 2          | The Good Doctor                                           |        |
| 2          | The Handmaid's Tale                                       |        |
| 2          | The Kominsky Method                                       |        |
| 2          | Notes from the Field                                      |        |
| 2          | Pose                                                      |        |
| 2          | Succession                                                |        |
| 2          | This Is Us                                                |        |
| 2          | Will & Grace                                              |        |
| 2          | Young Sheldon                                             |        |

## #SeeHer Award
- Claire Foy[3]

## Critics' Choice Creative Achievement Award
- Chuck Lorre[3]